# Niphetogryllacris submutica
Niphetogryllacris submutica är en insektsart som först beskrevs av Brunner von Wattenwyl 1888.  Niphetogryllacris submutica ingår i släktet Niphetogryllacris och familjen Gryllacrididae.

## Underarter
Arten delas in i följande underarter:
- N. s. submutica
- N. s. neavei